# Liste der Biografien/Mb
Liste der Biografien |
Portal Biografien |
Personensuche
# |
A |
B |
C |
D |
E |
F |
G |
H |
I |
J |
K |
L |
M |
N |
O |
P |
Q |
R |
S |
T |
U |
V |
W |
X |
Y |
Z |
?
 
Ma |
Mb |
Mc |
Md |
Me |
Mf |
Mg |
Mh |
Mi |
Mj |
Mk |
Ml |
Mm |
Mn |
Mo |
Mp |
Mq |
Mr |
Ms |
Mt |
Mu |
Mv |
Mw |
Mx |
My |
Mz
Die Liste der Biografien führt alle Personen auf, die in der deutschsprachigen Wikipedia einen Artikel haben. Dieses ist eine Teilliste mit 237 Einträgen von Personen, deren Namen mit den Buchstaben „Mb“ beginnt.

## Mb

### Mba
- Mba, Aka-Adeck (* 1979), kamerunischer Fußballspieler
- M’ba, Léon (* 1902), erster Staatspräsident von Gabun
- Mba, Sunday (* 1988), nigerianischer Fußballspieler
- Mbabazi, Amama (* 1949), ugandischer Politiker
- Mbabu, Kevin (* 1995), Schweizer FussballspielerKevin Mbabu (* 1995)

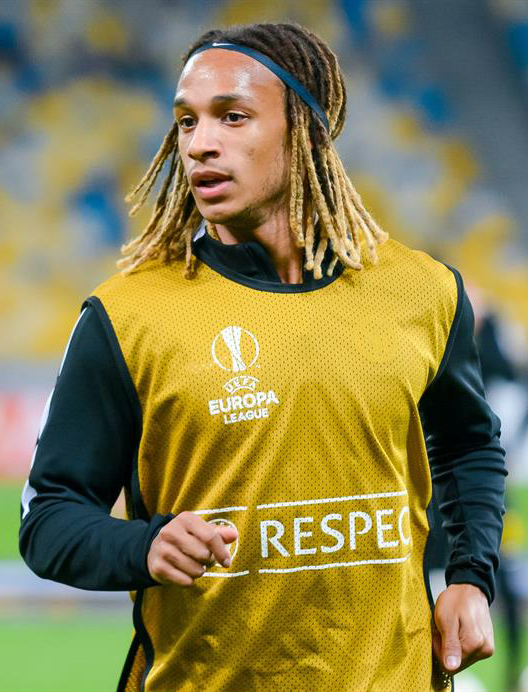
Kevin Mbabu (* 1995)

- Mbacké, Serigne Saliou (1915–2007), 5. Kalif der Sufi-Bruderschaft
- Mbadu Kikhela Kupika, Joachim (1932–2019), kongolesischer Geistlicher, römisch-katholischer Bischof von Boma
- Mbadu, Spencer (1955–2023), südafrikanischer Fusion- und Jazzmusiker (Bass, Arrangement)
- Mbaeva, Maximilian (* 1989), namibischer Fußballspieler
- Mbagari, Esther (* 2000), kenianische Sprinterin
- Mbah, Chigozie (* 1997), nigerianischer Fußballspieler
- Mbaha, Athiel (* 1976), namibischer Fußballspieler
- M’Bahia, Ivan (* 2005), ivorischer Fußballspieler
- M’Bahia, Marc (* 1969), ivorisch-französischer Basketballspieler
- Mbai, Asser (* 1950), namibischer Politiker der NUDO
- M’Bai, Fafa Edrissa (1942–2025), gambischer Jurist und Politiker
- M’Bai, Pa Nderry († 2021), gambischer Journalist
- Mbaiam, Nekiambe Marius (* 1987), tschadischer Fußballspieler
- Mbaihouloum, David (* 1989), tschadischer Fußballspieler
- Mbairemadji, Jules (* 1985), tschadischer Fußballspieler
- Mbaizo, Olivier (* 1997), kamerunischer Fußballspieler
- Mbakam, Rosine (* 1980), kamerunische Filmemacherin
- M’Baki, Omar († 1994), gambischer Politiker
- Mbakogu, Jerry (* 1992), nigerianischer Fußballspieler
- Mbakop, Hilaire (* 1973), kamerunischer Literaturwissenschaftler und Schriftsteller
- Mbakwe, Trevor (* 1989), US-amerikanisch-nigerianischer Basketballspieler
- M’bala M’bala, Dieudonné (* 1966), französischer Komiker, Schauspieler und politischer AktivistDieudonné M’bala M’bala (* 1966)

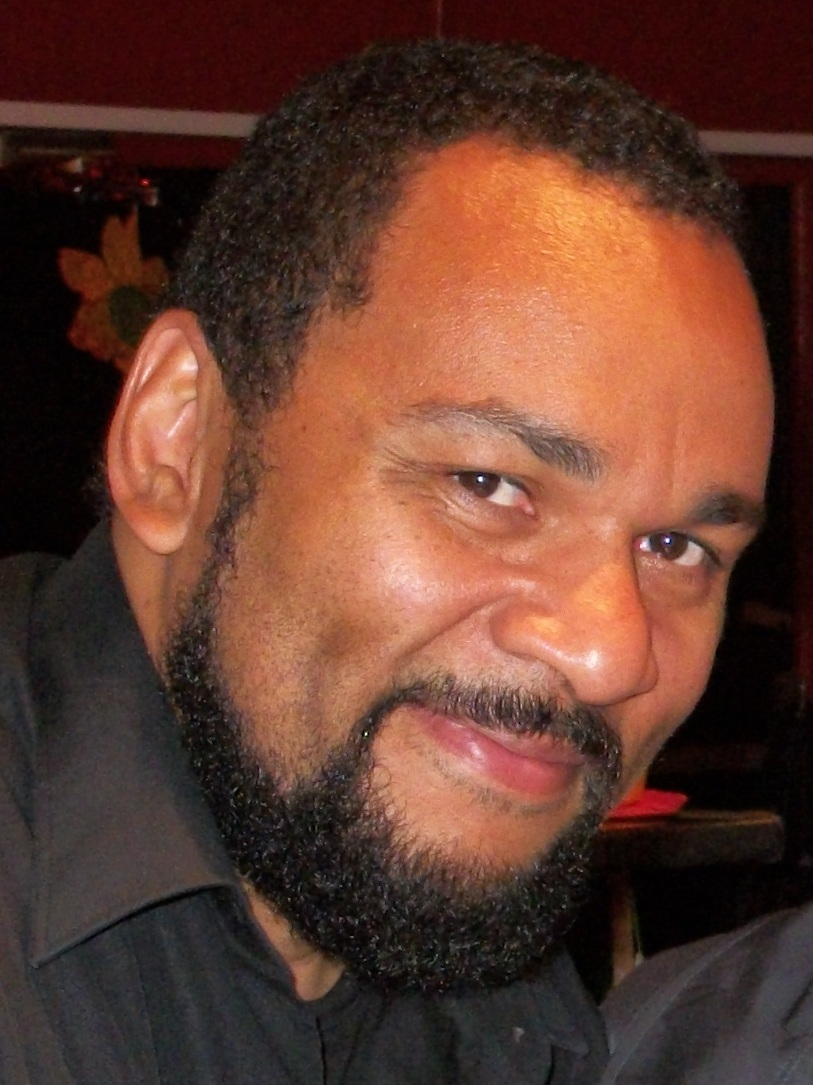
Dieudonné M’bala M’bala (* 1966)

- Mbala, Boris (* 1996), kamerunisch-schweizerischer Basketballspieler
- M’Bala, Elsa (* 1988), kamerunisch-deutsche Klangkünstlerin, Musikerin und Performerin
- Mbala, Maleka Japhet (* 1998), deutscher American-Football-Spieler
- Mbali, Jacques (1921–2007), kongolesischer Geistlicher, Bischof von Buta
- Mbalia, Kwame, US-amerikanischer Schriftsteller
- Mballa Éloundou, Sylvie (* 1977), französisch-kamerunische Sprinterin
- Mballa, Vanessa (* 1992), kamerunische Judoka
- Mballow, Ebrima († 2023), gambischer Bankier, Politiker und Diplomat
- Mbalula, Fikile (* 1971), südafrikanischer Politiker
- Mbamba, Marc Kibong (* 1988), kamerunischer Fußballspieler
- Mbamba, Noah (* 2005), belgischer Fußballspieler
- Mbambisa, Tete (* 1942), südafrikanischer Jazzmusiker und Komponist
- Mbambo, Samuel, namibischer Politiker und Regionalgouverneur
- M’Bami, Modeste (1982–2023), kamerunischer Fußballspieler
- Mbanangoyé, Bruno (* 1980), gabunischer Fußballspieler
- Mbanda, Jean, ruandischer Politiker
- Mbandeka, Festus, namibischer Jurist und Attorney-General
- Mbandjock, Martial (* 1985), französischer Sprinter
- Mbane, Bambanani (* 1990), südafrikanische Fußballspielerin
- Mbang Ondo, Gilles (* 1985), gabunischer Fußballspieler
- Mbangiwa, Johnson (* 1956), botswanischer Marathonläufer
- Mbango Etone, Françoise (* 1976), kamerunische Dreispringerin und Olympiasiegerin
- Mbangula, Samuel (* 2004), belgischer Fußballspieler
- Mbaoma, Victor (* 1996), nigerianischer Fußballspieler
- Mbappé, Ethan (* 2006), französischer Fußballspieler
- M’Bappé, Étienne (* 1964), kamerunischer Fusion- und Weltmusiker (Bassgitarre, Kontrabass)
- Mbappe, Francis (* 1962), kamerunischer Fusionmusiker (Bass, Komposition) und Musikproduzent
- Mbappé, Kylian (* 1998), französischer Fußballspieler
- Mbarawa, Makame (* 1961), tansanischer Politiker und Minister
- Mbaré, Ba Mamadou (1946–2013), mauretanischer Politiker
- M'Bareck, Sghaïr Ould (* 1954), mauretanischer Politiker, Premierminister (2003–2005)
- M’Barek, Elyas (* 1982), österreichischer SchauspielerElyas M’Barek (* 1982)

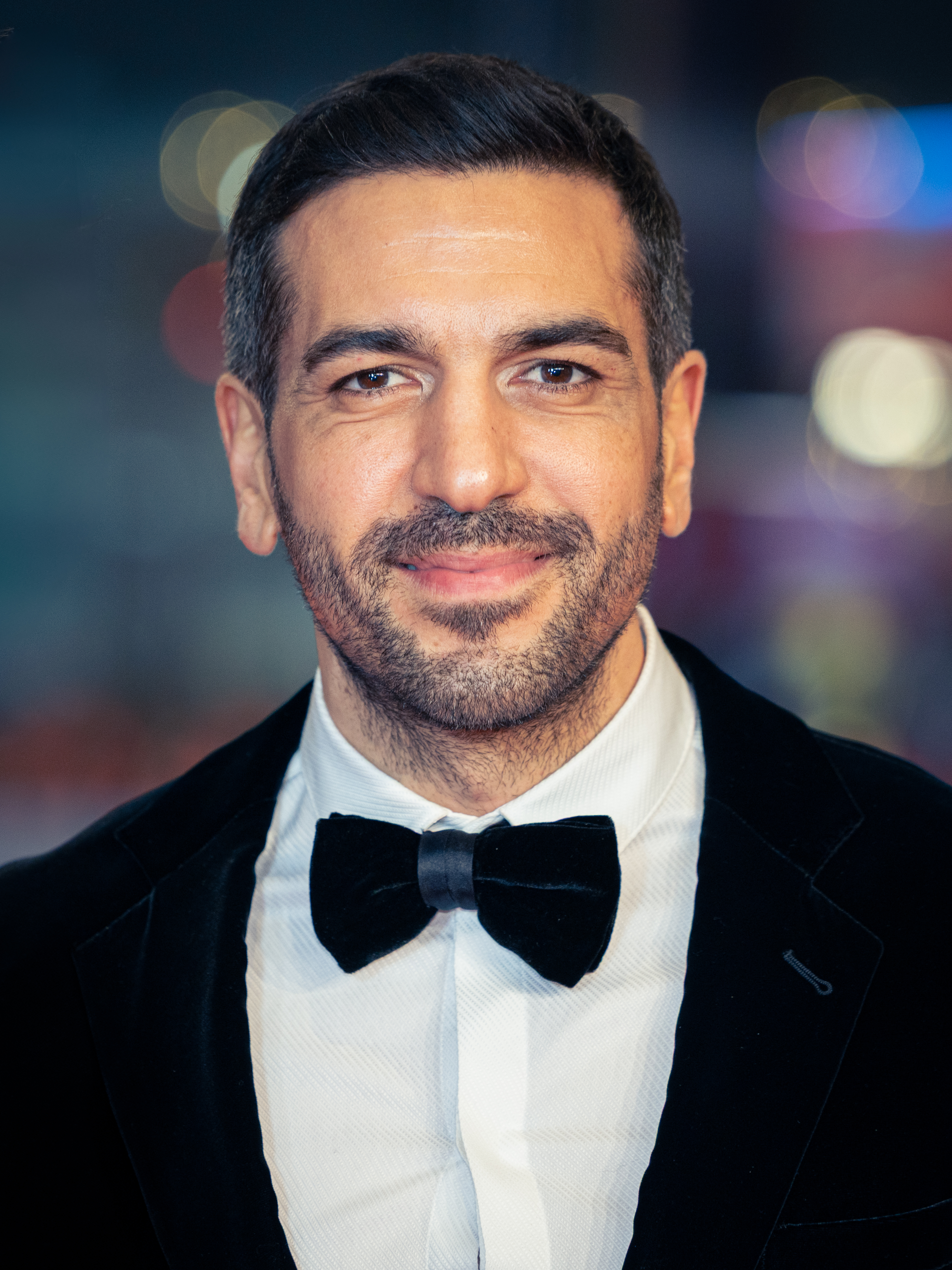
Elyas M’Barek (* 1982)

- M’Barek, Joseph (* 1986), deutscher Schauspieler
- M’Barek, Pauline (* 1979), deutsche Künstlerin
- M’Barek, Sarah (* 1977), französische Fußballspielerin und -trainerin
- M’Barek, Yasmine (* 1999), deutsche Journalistin und Podcasterin
- Mbarga, Befolo (* 1992), kamerunischer Fußballspieler
- Mbarga, Emmanuel (* 1998), kamerunischer Fußballspieler
- Mbarga, Franck (* 1992), französischer Fußballspieler
- Mbarga, Jean (* 1956), kamerunischer Geistlicher und römisch-katholischer Erzbischof von Yaoundé
- Mbarga, Philippe Alain (* 1968), kamerunischer Geistlicher, römisch-katholischer Bischof von Ebolowa
- Mbarga, Prince Nico (1950–1997), nigerianischer Musiker
- Mbarga-Bikié, Joséphine (* 1979), kamerunische Weitspringerin
- M’Barke, Ydrissa (* 1983), französischer Sprinter
- Mbarki, Elbachir (* 1996), marokkanischer Diskuswerfer
- Mbarushimana, Callixte (* 1963), ruandischer Anführer der Forces Démocratiques de la Libération du Rwanda (FDLR)
- Mbassa, Carl (* 1978), deutscher Basketballtrainer und -spieler
- Mbassi, Coco (* 1969), kamerunische Sängerin
- Mbatha, Nomzamo (* 1990), südafrikanische Schauspielerin
- Mbatha-Raw, Gugu (* 1983), britische SchauspielerinGugu Mbatha-Raw (* 1983)

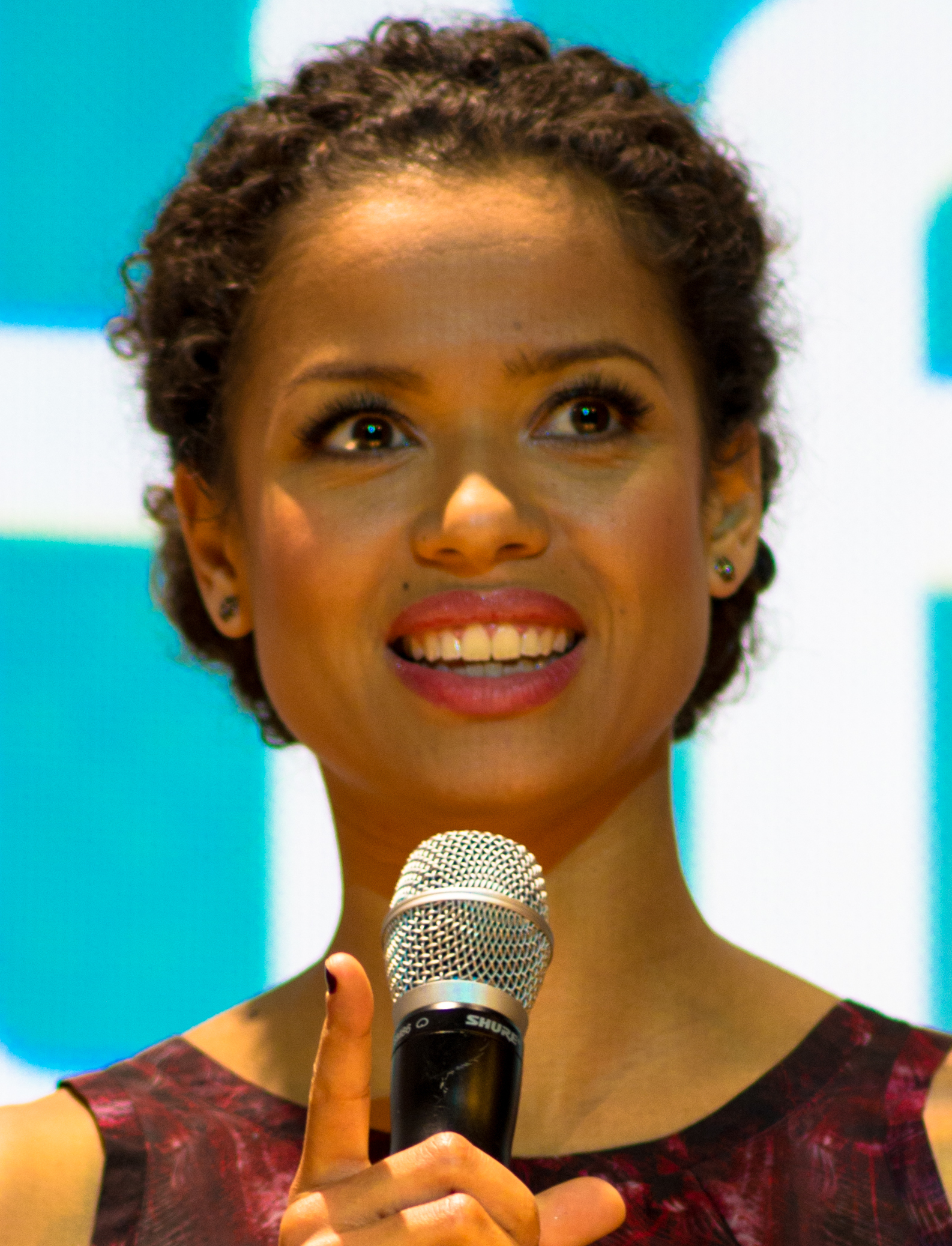
Gugu Mbatha-Raw (* 1983)

- Mbaye d’Erneville, Annette (* 1926), senegalesische Schriftstellerin und Journalistin
- Mbaye, Abdoul (* 1953), senegalesischer Politiker
- M’Baye, Amadou (* 1964), senegalesischer Sprinter
- M’Baye, Amath (* 1989), französischer Basketballspieler
- M’Baye, Denise, deutsche Schauspielerin und SängerinDenise M’Baye

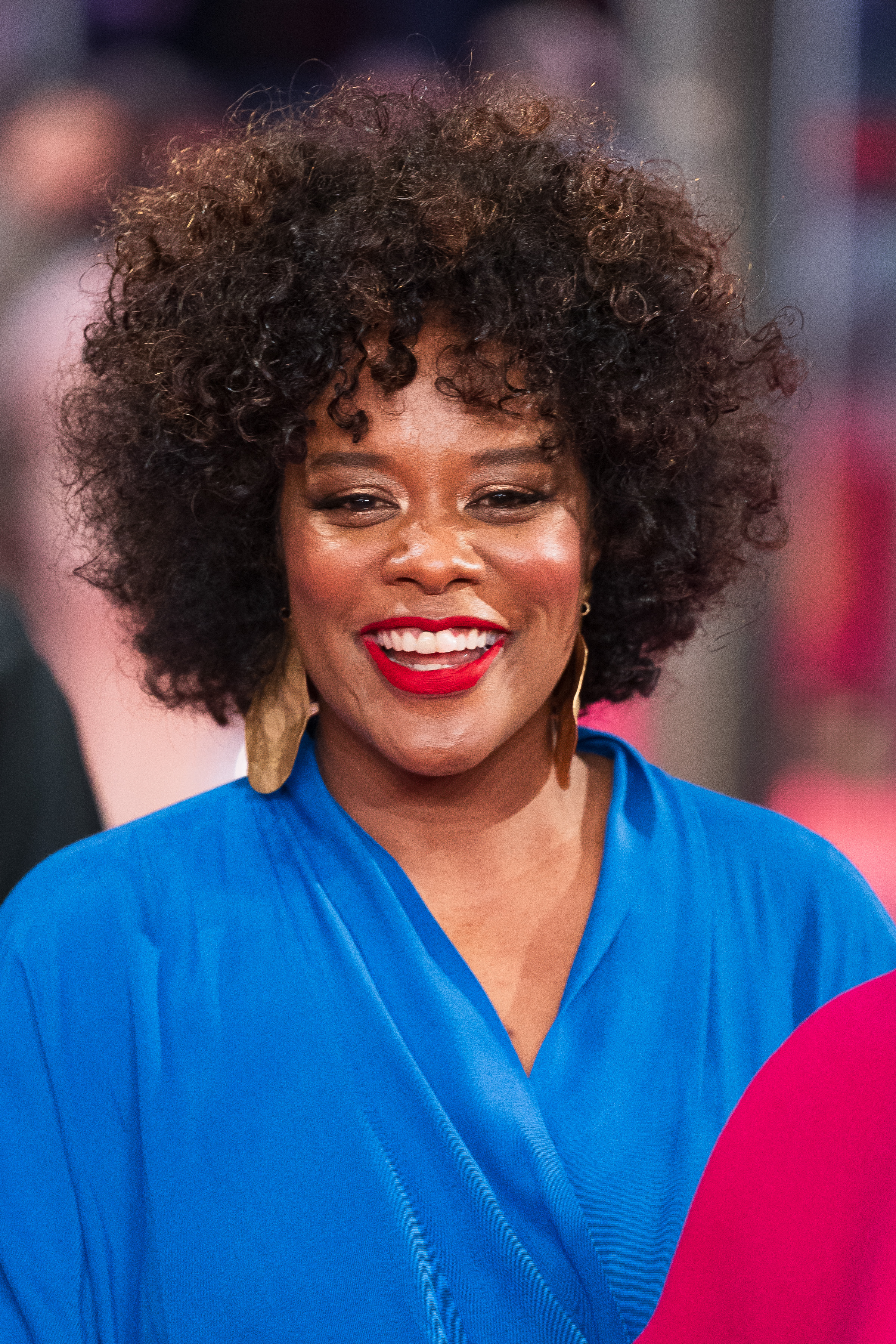
Denise M’Baye

- M’Baye, Fatimata (* 1957), afrikanische Bürgerrechtlerin
- Mbaye, Ibrahim (* 2008), französischer Fußballspieler
- Mbaye, Ibrahima (* 1994), senegalesischer Fußballspieler
- Mbaye, Jimi (1957–2025), senegalesischer Gitarrist
- Mbaye, Kéba (1924–2007), senegalesischer Jurist, Richter und Sportfunktionär
- Mbaye, Makaty (* 1976), senegalesischer Basketballspieler und Trainer
- Mbaye, Malick (* 2004), senegalesischer Fußballspieler
- Mbaye, Maodo Malick (* 1995), senegalesischer Fußballspieler
- Mbaye, Mouhamed (* 1997), senegalesischer Fußballtorhüter
- M’baye, Souleymane (* 1975), französischer Boxer im Halbweltergewicht

### Mbe
- Mbe Soh, Loïc (* 2001), französisch-kamerunischer Fußballspieler
- Mbe, Maximilienne Ngo (* 1972), kamerunische Menschenrechtsaktivistin
- Mbede, Laurentine, kamerunische Politikerin
- Mbedu, Thuso (* 1991), südafrikanische Schauspielerin
- Mbeki, Govan (1910–2001), südafrikanischer Politiker, Führer der Anti-Apartheid-Bewegung
- Mbeki, Moeletsi (* 1945), südafrikanischer Medien-Manager und Wirtschaftsjournalist
- Mbeki, Thabo (* 1942), südafrikanischer Politiker, Staatspräsident von Südafrika (1999–2008)
- Mbele, Lelo (* 1987), kongolesischer Fußballspieler
- Mbemba, Chancel (* 1994), kongolesischer Fußballspieler
- Mbemba, Guylain (* 2003), österreichischer Basketballspieler
- Mbemba, Nolan (* 1995), kongolesisch-französischer Fußballspieler
- Mbemba, Rudy (* 1987), schwedischer Basketballspieler
- M’Bemba, Yannis (* 2001), gabunisch-französischer Fußballspieler
- Mbembe, Achille (* 1957), kamerunischer Politikwissenschaftler und AutorAchille Mbembe (* 1957)

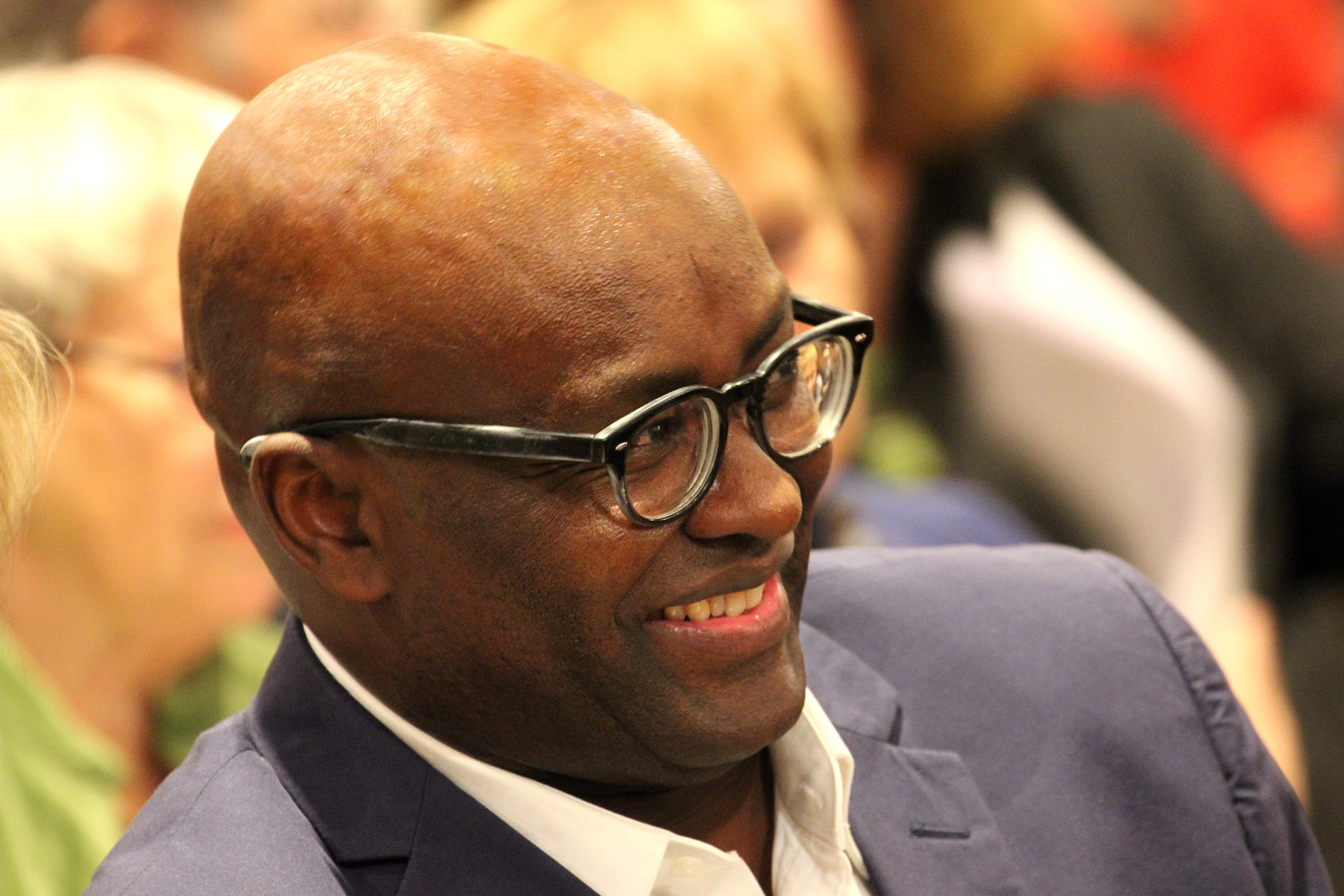
Achille Mbembe (* 1957)

- Mbende, Emmanuel (* 1996), kamerunisch-deutscher Fußballspieler
- Mbenga Jallow, Fatou, gambische Ökonomin
- Mbenga, Choro, gambische Fußballspielerin, Fußballfunktionärin und Fußballtrainerin
- Mbenga, Musa (* 1961), gambischer Politiker
- Mbengan, Isaac (* 1994), kamerunischer Fußballspieler
- Mbengono, Juliana (* 1996), äquatorialguineische Schriftstellerin und Dichterin
- Mbengono, Yannick (* 1987), kamerunischer Fußballspieler
- Mbengue Rodríguez, Seynabou (* 1998), spanische Handballspielerin
- Mbengue, Ablaye (* 1992), senegalesischer Fußballspieler
- Mbengue, Adama (* 1993), senegalesischer Fußballspieler
- Mbengue, Alioune Badara (1924–1992), senegalesischer Politiker und Botschafter
- Mbengue, Amadou Salif (* 2002), senegalesischer Fußballspieler
- M’Bengue, Babacar (* 1991), deutsch-senegalesischer Fußballspieler
- M’Bengue, Cheikh (* 1988), französisch-senegalesischer Fußballspieler
- M‘Bengue, Demba (* 1975), senegalesisch-französischer Basketballspieler
- M’Bengue, Djibril (* 1992), deutscher HandballspielerDjibril M’Bengue (* 1992)

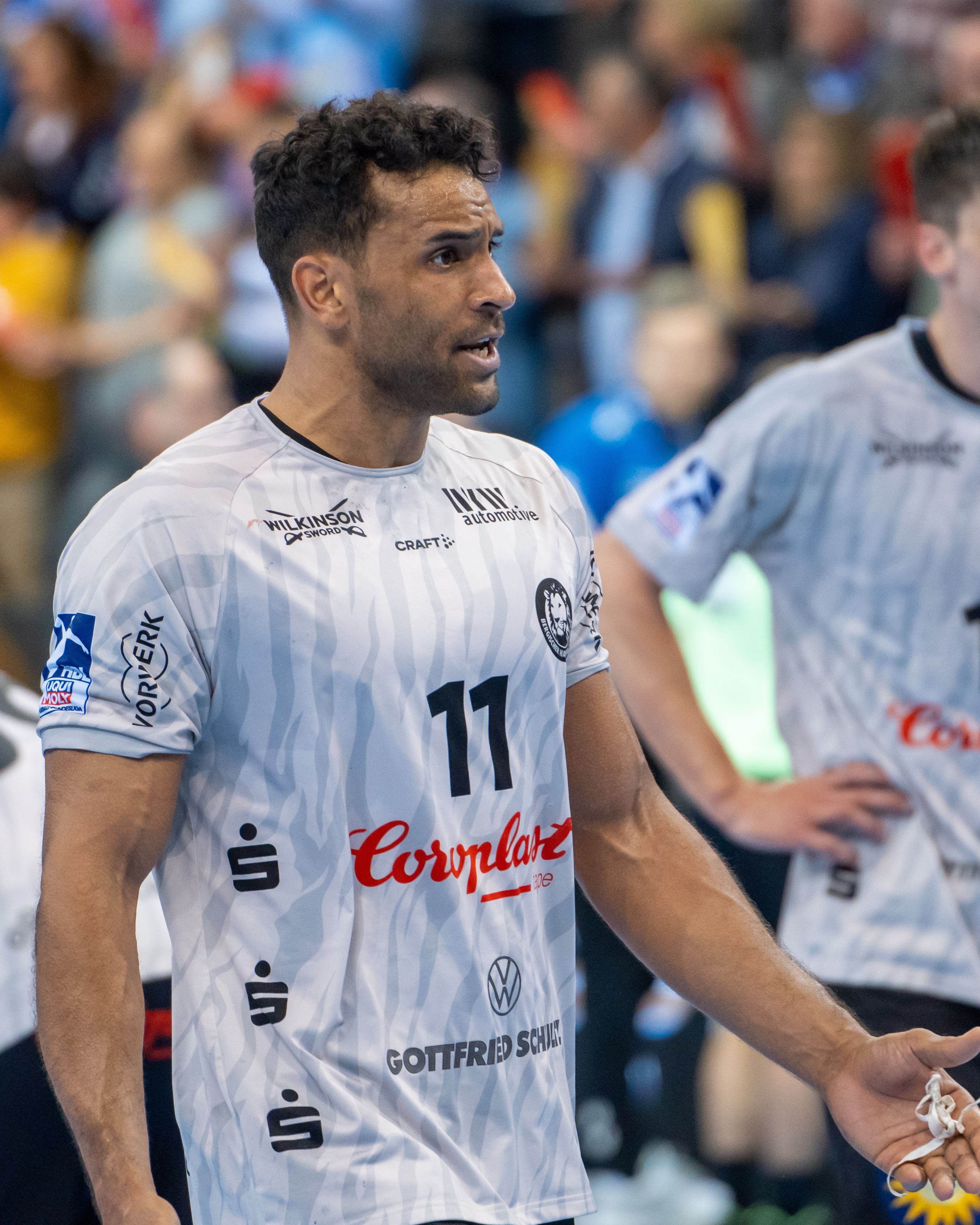
Djibril M’Bengue (* 1992)

- Mbengue, Mamadou Seyni (1925–2010), senegalesischer Autor und Diplomat
- Mbengue, Seynabou (* 1992), senegalesische Fußballspielerin
- Mbenza, Isaac (* 1996), belgischer Fußballspieler
- Mbenza, Pasi (* 1966), kongolesischer Radrennfahrer
- Mbete, Baleka (* 1949), südafrikanische Politikerin und ehemalige Vizepräsidentin Südafrikas
- Mbetukha, Simon (* 1975), kenianischer Marathonläufer
- Mbeumo, Bryan (* 1999), französisch-kamerunischer FußballspielerBryan Mbeumo (* 1999)

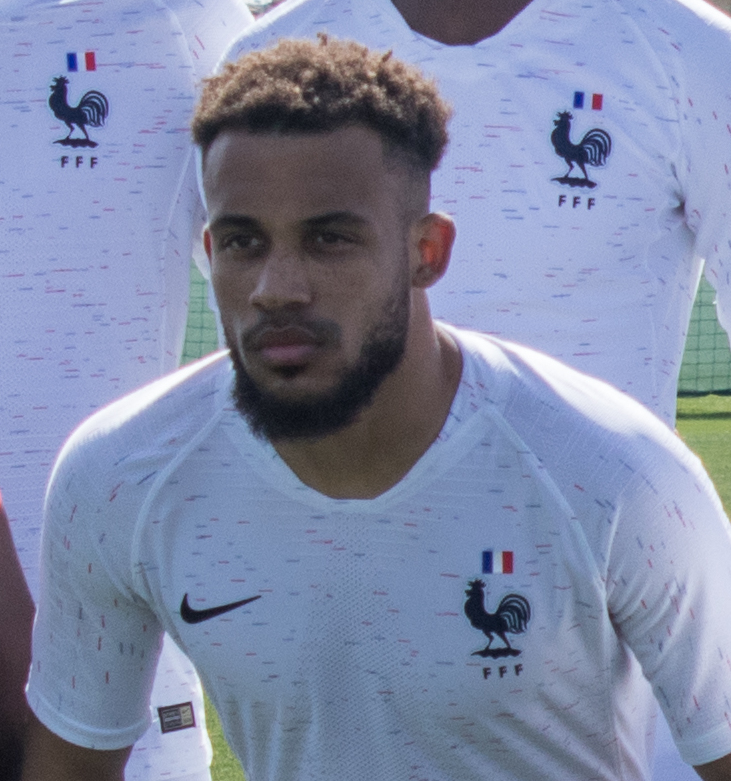
Bryan Mbeumo (* 1999)

### Mbh
- Mbhele, Zakhele (* 1984), südafrikanischer Politiker der Demokratischen Allianz

### Mbi
- Mbia, Stéphane (* 1986), kamerunischer Fußballspieler
- Mbiahou, Lorenzo (1977–2014), kamerunisch-malischer Dokumentarfilmer, Bildender Künstler und Kameramann
- Mbidzo, Farai (* 1972), simbabwischer Fußballspieler
- Mbiene, Yann (* 1993), deutscher Schauspieler
- Mbikanye, Emmanuel Marcel (1916–1978), kongolesischer Ordensgeistlicher, römisch-katholischer Bischof von Bondo
- Mbiki, Moussa Ben, arabischer Händler und Herrscher der Insel Mosambik
- Mbikusita-Lewanika, Akashambatwa (* 1948), sambischer Politiker
- Mbikusita-Lewanika, Inonge (* 1943), sambische Diplomatin
- Mbilingi, Gabriel (* 1958), angolanischer Geistlicher, römisch-katholischer Erzbischof von Lubango
- M'Billi-Assomo, Christian (* 1995), französischer Boxer
- Mbimbi Mbamba, José-Claude (* 1962), kongolesischer Geistlicher, römisch-katholischer Bischof von Boma
- Mbinda, John (* 1973), kenianischer Ordensgeistlicher, römisch-katholischer Bischof von Lodwar
- Mbirizi, Eric (* 1998), burundischer Fußballspieler
- Mbishei, Titus Kipjumba (* 1990), kenianischer Langstreckenläufer
- Mbithi, Joseph Mutunga (* 1975), kenianischer Marathonläufer
- Mbiti, John (1931–2019), kenianischer anglikanischer Priester, Religionsphilosoph und Hochschullehrer
- Mbiuki, Japhet Kareke (* 1971), kenianischer Politiker
- Mbiya, Paul (* 2005), kongolesischer Basketballspieler

### Mbo
- Mbo Nchama, Alba (* 2003), äquatorialguineische Sprinterin
- M’bo, Emile Abossolo (* 1958), französischer Schauspieler
- M’Boa, Gabriel, zentralafrikanischer Langstreckenläufer
- Mbock Bathy, Griedge (* 1995), französische FußballspielerinGriedge Mbock Bathy (* 1995)

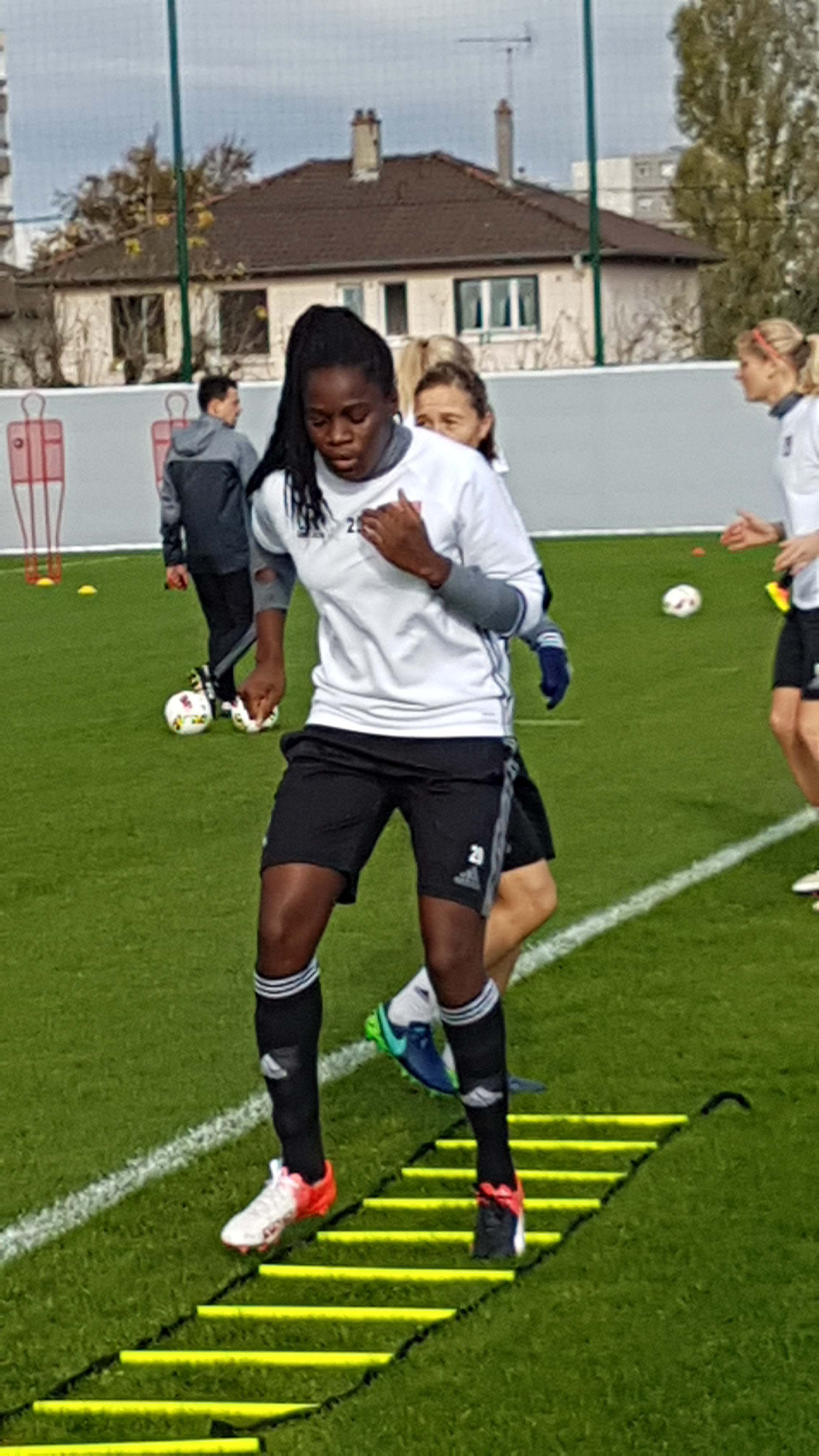
Griedge Mbock Bathy (* 1995)

- Mbock, Hianga’a (* 1999), französisch-kamerunischer Fußballspieler
- Mbock, Jason (* 1999), französisch-kamerunischer Fußballspieler
- M’Bock, Patrice (* 1983), kamerunisch-französischer Fußballspieler
- Mbodj, Aïssatou, senegalesische Politikerin
- M’Bodji, Seydou (* 1979), mauretanischer Fußballspieler
- Mboge, Alieu († 2020), gambischer Beamter, Manager und Präsident der muslimischen Ältesten der Hauptstadt
- Mboge, Francis (* 1965), gambischer Berater für Bauingenieurwesen und Politiker
- Mboge, Mary Alaba, gambische Politikerin
- M’Boge, Mattar (* 1980), gambischer Fußballtrainer
- Mboge, Sheriff, gambischer Leichtathlet
- Mbogo, Elijah (* 1988), kenianischer Langstreckenläufer
- Mbokani, Dieumerci (* 1985), kongolesischer FußballspielerDieumerci Mbokani (* 1985)

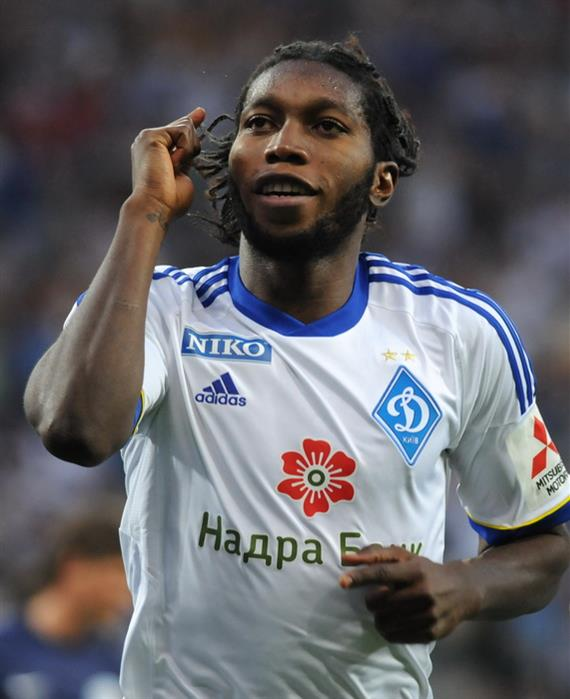
Dieumerci Mbokani (* 1985)

- Mboko, Victoria (* 2006), kanadische Tennisspielerin
- Mbola, Emmanuel (* 1993), sambischer Fußballspieler
- M’Bolhi, Raïs (* 1986), algerisch-französischer Fußballtorwart
- M’Bom, Ephrem (1954–2020), kamerunischer Fußballspieler
- Mbom, Jean-Manuel (* 2000), deutscher Fußballspieler
- M’Boma, César (* 1979), kamerunischer Fußballspieler
- Mboma, Christine (* 2003), namibische Sprinterin
- M’Boma, Patrick (* 1970), kamerunischer Fußballspieler
- Mbomio, Wilson (* 2002), britischer Schauspieler
- Mbonambi, Bongi (* 1991), südafrikanischer Rugby-Union-Spieler
- M’Bone, Yannick (* 1993), kamerunischer Fußballspieler
- Mbong, Paul (* 2001), maltesisch-nigerianischer Fußballspieler
- M’Bongo, Guy (* 1968), zentralafrikanischer Basketballspieler
- Mbonihankuye, Innocent (* 1996), burundisch-dschibutischer Fußballtorhüter
- Mbonimpa, Pierre Claver, burundischer Menschenrechtsaktivist
- Mbonyintege, Smaragde (* 1947), ruandischer Geistlicher, emeritierter römisch-katholischer Bischof von Kabgayi
- Mbonyumutwa, Dominique (1921–1986), ruandischer Präsident
- M’Boob, Abdoulie Sulayman (* 1930), gambischer Polizist, Politiker und Diplomat
- Mboob, Sulayman Sait (* 1948), gambischer Politiker
- Mborantsuo, Marie-Madeleine (* 1955), gabunische Juristin und Präsidentin des Verfassungsgerichtes der Republik Gabun
- Mboro, Clement (1919–2006), Politiker im Süden des Sudan
- Mbote, Jason (* 1977), kenianischer Marathonläufer
- Mbotto, Francky-Edgard (* 1997), zentralafrikanischer Sprinter
- Mbougnade, Judith (* 1998), zentralafrikanische Boxerin
- Mbouhom, Nelson Mandela (* 1999), kamerunischer Fußballspieler
- Mboula, Jordi (* 1999), spanischer Fußballspieler
- Mboulou, Raymond Zéphirin (* 1956), kongolesischer Politiker
- M’Boup, Fama (* 1994), deutsch-senegalesische Sängerin, Songwriterin und Komponistin
- Mbow, Alhagie (* 1973), gambischer Politiker
- M'Bow, Amadou-Mahtar (1921–2024), senegalesischer Politiker und Generaldirektor der UNESCO
- Mbow, El Hadji Sethe (* 1985), senegalesischer Hürdenläufer
- Mbowe, Tamsir (* 1964), gambischer Politiker und Mediziner
- Mboweni, Tito (1959–2024), südafrikanischer Politiker, Bankmanager und Ökonom
- Mboya Kotieno, Marek (* 2000), deutsch-polnischer Basketballspieler
- Mboya, Tom (1930–1969), kenianischer Gewerkschafter und Politiker

### Mbu
- Mbu, Matthew (1929–2012), nigerianischer Politiker und Diplomat
- Mbua, Emma (* 1961), kenianische Paläoanthropologin
- Mbuamangongo, Rosa (* 1969), äquatorialguineische Sprinterin
- Mbue, Imbolo (* 1982), amerikanische SchriftstellerinImbolo Mbue (* 1982)

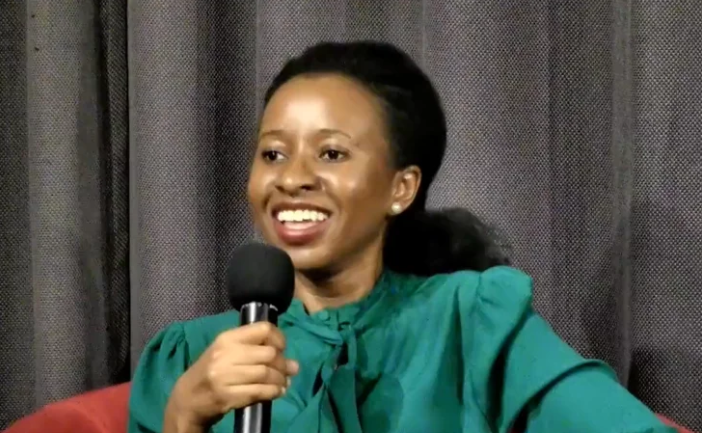
Imbolo Mbue (* 1982)

- Mbuende, Kaire (* 1953), namibischer Wirtschaftssoziologe, Politiker und Diplomat
- Mbugua, Harun Njoroge (* 1988), kenianischer Marathonläufer
- Mbugua, Samuel (* 1946), kenianischer Boxer
- Mbuh Ndoum Yoh, Carine (* 1993), kamerunische Fußballspielerin
- Mbuka, Cyprien (* 1943), kongolesischer Ordensgeistlicher, römisch-katholischer Bischof von Boma
- Mbuka-Nzundu, Alexander (1918–1985), kongolesischer Geistlicher, Bischof von Kikwit
- Mbuku, Nathanaël (* 2002), französischer Fußballspieler
- Mbulakulima, Mwansa (* 1962), sambischer Politiker, Minister der Provinz Copperbelt
- Mbuleli, Mathanga (* 1993), südafrikanischer Langstreckenläufer
- Mbuli, Mzwakhe (* 1958), südafrikanischer Dichter und Sänger
- Mbulu, Christian (1996–2020), schottischer Fußballspieler
- Mbulu, Letta (* 1942), südafrikanische Sängerin
- M’Bumba, John (* 1983), französischer Boxer
- Mbumba, Nangolo (* 1941), namibischer PolitikerNangolo Mbumba (* 1941)

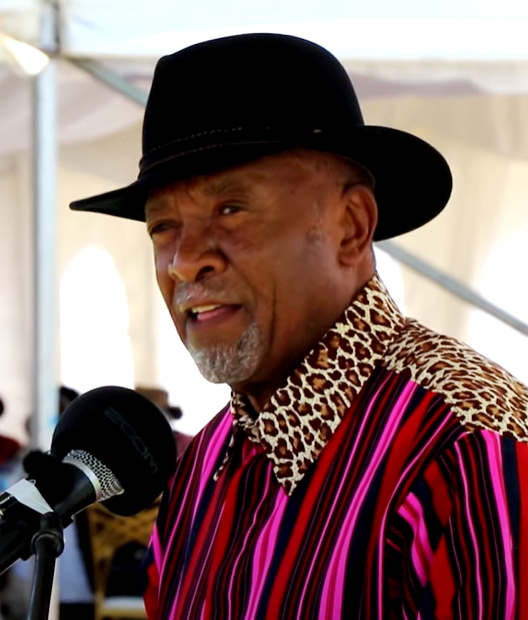
Nangolo Mbumba (* 1941)

- Mbumba, Sustjie (* 1953), namibische First Lady
- Mbumi Nkouindjin, Joëlle (* 1986), kamerunische Weit- und Dreispringerin
- Mbunga Kimpioka, Benjamin (* 2000), schwedischer Fußballspieler
- Mburu, Stanley (* 2000), kenianischer Langstreckenläufer
- Mbuta, Matthew (* 1985), kamerunischer Fußballspieler
- Mbuthuma, Nonhle, südafrikanische Aktivistin
- Mbuyamba, Xavier (* 2001), niederländischer Fußballspieler
- M’Buyi, Claudy (* 1999), französischer Fußballspieler
- Mbuyi, Malangu Kabedi (* 1958), kongolesische Bankmanagerin
- Mbuyisa, Thulani Victor (* 1973), südafrikanischer Ordensgeistlicher, römisch-katholischer Bischof von Kokstad

### Mbw
- Mbwakongo, Obed (* 1988), englischer Boxer
- Mbwando, George Stanley (* 1975), simbabwischer Fußballspieler
- Mbwôl-Mpasi, Louis (* 1931), kongolesischer Ordensgeistlicher, emeritierter Bischof von Idiofa

### Mby
- Mbye Secka, Mam († 2006), gambischer Politiker
- Mbye, Fatou, gambische Politikerin
- Mbye, Fatou († 2009), gambische Sportreporterin und Jugendaktivistin
- M’bye, Kumba (* 1983), gambisch-schwedische Sängerin und Rapperin und ehemaliges Model
- Mbye, Lamin Abdou (1934–2004), gambischer Diplomat, Historiker und Hochschullehrer
- Mbye, Mohammed (* 1989), gambischer Fußballspieler
- Mbye, Sainey (* 1973), gambischer Politiker